# Búvár Könyvek
A Búvár Könyvek a Móra Kiadó ismeretterjesztő könyvsorozata a 12-14 éves korosztály számára. Az ötlet és az első kötet egyaránt a német Kinderbuchverlagtól származik. A sorozatot, amelynek 1960 és 1967 között 71 kötete jelent meg, az iskolai szaktárgyak kiegészítésére szánták. Az egyes könyvek ára tíz forint körül mozgott. Egyes kötetei igen népszerűen voltak a könyvtárakban.
A sorozatban megjelent könyvek:
| #   | Cím                                          | Kiadás | Szerző                           |
| 1   | A holdbeli ember nyomában                    | 1960   | Lothar Hitziger                  |
| 2   | Csillagtüzek a Földön                        | 1960   | Dala László                      |
| 3   | Séta a csillagos égen                        | 1960   | Ifj. Bartha Lajos                |
| 4   | A mikrofontól a rádióig …                    | 1960   | Simonffy Géza                    |
| 5   | Százezer miért                               | 1960   | M. Iljin                         |
| 6   | Ismerkedés a művészettel                     | 1960   | Artner Tivadar                   |
| 7   | Értsük meg az időjárást                      | 1960   | Aujeszky László                  |
| 8   | Tűzcsóva a világűrben                        | 1960   | Nagy Ernő                        |
| 9   | Hány óra?                                    | 1960   | M. Iljin                         |
| 10  | Matematikai játékok                          | 1960   | Lukács Ernőné                    |
| 11  | Élet – ember – világ                         | 1961   | Dr. Székely Sándor               |
| 12  | Amiről a lápok mesélnek                      | 1961   | Dr. Komlódi Magda                |
| 13  | Ősállatok nyomában                           | 1961   | Tasnádi Kubacska András          |
| 14  | Nehéz kérdések                               | 1961   | L. D. Landau, J. B. Rumer        |
| 15  | Vadállatok között                            | 1961   | Dr. Dózsa István                 |
| 16  | "Csodálatos" élővilág?                       | 1961   | Dr. Kocsis Ferenc                |
| 17  | A világűr küszöbén                           | 1961   | Sinka József, Simonffy Géza      |
| 18  | Varázslók, kuruzslók, szellemidézők          | 1961   | Dr. Réti Endre                   |
| 19  | Az erdő élete                                | 1961   | Borhidi Attila                   |
| 20  | Piramisok – paloták – panelházak             | 1961   | Sebők Ferenc                     |
| 21  | Felfedezők és hódítók                        | 1961   | Bokor Péter, Teknős Péter        |
| 22  | Ur városától Trójáig                         | 1961   | Halász Zoltán                    |
| 23  | Hogyan készítsünk távcsövet, mikroszkópot?   | 1962   | Kulin György                     |
| 24  | Az ember és a "túlvilág"                     | 1962   | Dr. Székely Sándor               |
| 25  | A középkor művészete                         | 1962   | Artner Tivadar                   |
| 26  | Halló! Ki beszél?                            | 1962   | Kindzierszky Emil                |
| 27  | Az atomvilág szereplői                       | 1962   | Simonffy Géza                    |
| 28  | Kérdezz-felelek a vallásról                  | 1962   | Balázs György                    |
| 29  | Műanyagok mindenütt!                         | 1962   | Mikes János                      |
| 29  | A kenyér története                           | 1962   | Nóber Imre                       |
| 30  | A dorongtól az automata gyárig               | 1962   | Jürgen Kuczynski                 |
| 31  | A világűr meghódítói                         | 1962   | Kulcsár István                   |
| 32  | A hangnál sebesebben                         | 1962   | Nagy Ernő                        |
| 33  | A tűz és az ember                            | 1962   | Dala László                      |
| 34  | Kővilág                                      | 1963   | Dr. Alföldi László               |
| 35  | Ősvilági utazás                              | 1963   | Tasnádi Kubacska András          |
| 36  | Vidám matematika                             | 1963   | Lukács Ernőné                    |
| 37  | Hogyan teremtett istent az ember?            | 1963   | Kazsdan A. P.                    |
| 38  | Kelet magyar vándorai                        | 1963   | Mezey István                     |
| 39  | A felébresztett atommag                      | 1963   | Simonffy Géza                    |
| 40  | Az élet és a halál                           | 1963   | Dala László                      |
| 41  | Máglyák és csillagok                         | 1963   | Günter Radczun                   |
| 42  | A pénz története                             | 1963   | József Róbert                    |
| 43  | Cseppkőország mélyén                         | 1964   | Jakucs László                    |
| 44  | A szerszámok világa                          | 1964   | Szluka Emil                      |
| 45  | Nem boszorkányság                            | 1964   | Teknős Péter                     |
| 46  | Ásatások a víz alatt                         | 1964   | Rádai Ödön                       |
| 47  | Históriák a magyar régészet történetéből     | 1964   | Halász Zoltán                    |
| 48  | Mit mutat a nagyító?                         | 1964   | Julius Schwartz                  |
| 49  | Titkosírások                                 | 1964   | Svékus Olivér                    |
| 50  | Ősemberek, ásatások                          | 1964   | Gábori Miklós                    |
| 51  | Modern varázstudomány - az elektronika       | 1964   | Jeanne Bendick                   |
| 52  | Okos gépek                                   | 1964   | Csató István                     |
| 53  | Hogyan lát az ember és az állat?             | 1965   | Dr. Weinstein Pál                |
| 54  | Repülősárkányok és gyíkmadarak               | 1965   | Tasnádi Kubacska András          |
| 55  | Amiről a térkép mesél                        | 1965   | Rockenbauer Pál                  |
| 56* | Felfedezések az orvostudományban             | 1965   | Grzegorz Fedorowski              |
| 57  | A reneszánsz művészete I-II.                 | 1965   | Artner Tivadar                   |
| 58  | Hogyan működik a szervezetünk?               | 1965   | Herman Schneider, Nina Schneider |
| 59  | Az indiánok varázsitala: vitaminok, hormonok | 1965   | Dr. Holdas Sándor                |
| 60  | Miről beszél a gyertya lángja?               | 1966   | több szerző                      |
| 61  | Félelmetes rovarok                           | 1966   | Horti József                     |
| 62* | Gyűjtés hegyen-völgyön                       | 1966   | Tasnádi Kubacska András          |
| 63  | Varázslat molekulákkal                       | 1966   | Vladimír Henzl                   |
| 64  | Búvárkalandok                                | 1966   | Rádai Ödön                       |
| 65  | Atomdetektívek                               | 1966   | Simonffy Géza                    |
| 66  | A gépek és a gyárak világa                   | 1967   | Szluka Emil                      |
| 67  | Hogyan kutassunk?                            | 1967   | Kovács István                    |
| 68  | A filmtrükkök birodalmában                   | 1967   | Sényi Imre                       |
| 69  | Különös állatvilág                           | 1967   | Dr. Farkas Henrik                |
| 70  | A bekötött szemű istennő                     | 1967   | Dr. Diósdi György                |
| 71  | Az élő víz                                   | 1967   | Václav Deyl                      |